# Pha Terrell
Elmer „Pha“ Terrell (* 25. Mai 1910 in Kansas City, Missouri; † 14. Oktober 1945 in Los Angeles, Kalifornien) war ein US-amerikanischer Jazzsänger.

## Leben und Wirken
Pha Terrell begann seine Karriere in den Nachtclubs seiner Heimatstadt in den frühen 1930er Jahren als Sänger, Tänzer und MC, bis er von Andy Kirk entdeckt wurde, der ihn als Bandvokalisten für seine Formation Twelve Clouds of Joy anheuerte. Terrell sang dann acht Jahre bei Kirk, von 1933 bis 1941, und wirkte an dessen Plattenaufnahmen für Decca Records mit; so ist er auf dessen Nummer-1-Hit vom Juli 1936 „Until the Real Thing Comes Along (It Will Have to Do)“ zu hören.
Terrell hatte mit „What Will I Tell My Heart?“, „Dedicated to You“ (1937) und „I Won't Tell a Soul (I Love You)“ (1938) noch weitere Hits mit der Kirk-Band; nach 1941 zog er Indianapolis, um dort in Clarence Loves Territory Band zu singen. Anschließend zog er nach Los Angeles, wo er als Solist auftrat. Terrell starb 1945 an Nierenversagen.

## Würdigung
Neben seinem ersten Nummer-1-Hit von 1936 hob Eugene Chadbourne im Allmusic insbesondere den Song „All the Jive Is Gone“ von 1937 als wohl Terrells beste Leistung hervor. Will Friedwald äußerte sich kritisch über die hohen Tenöre der Swingära wie Dan Grissom und eben Pha Terrell, „die die Einflüsse von Blues und Jazz durch etwas [ersetzten], das wie ein Zischen mit offenem Mund klang und auf der zwar echten, aber nichtsdestoweniger unangenehmen Tradition des schwarzen Falsettgesangs beruhte“. Ein Anhänger von Terrells Gesangsstil war der junge Earl Coleman, der meinte; „Pha war kein schmalziger Sänger wie Bill Kinnes (von den Ink Spots)“.

## Diskographische Hinweise
- Andy Kirk 1936–1937 (Classics)